# Grabšinci
Grabšinci este o localitate din comuna Sveti Jurij ob Ščavnici, Slovenia, cu o populație de 72 de locuitori.